# مشروع القرن الأمريكي الجديد
مشروع القرن الأمريكي الجديد (PNAC) (بالإنجليزية: Project for the New American Century)‏ كان بيت خبرة أمريكي مقره واشنطن العاصمة تأسس في 1997 كمنظمة تعليمية غير ربحية من قبل وليام كريستول وروبرت كاغان. يتمثل الهدف المعلن للمركز في «تطوير القيادة الأمريكية للعالم». يعتقد منظرو المشروع أن «القيادة الأمريكية جيدة لكل من أمريكا والعالم» ويدعمون «سياسة ريغانية تقوم على القوة العسكرية والكفاءة الأخلاقية.» وبما أن أعضاءه تقلدوا مناصب إدارية أساسية، فإنهم أثروا في مسؤولين أمريكيين عالين في إدارة الرئيس الأمريكي جورج دبليو بوش وأثروا في تطوير إدارة بوش للسياسات العسكرية والخارجية، وخاصة تلك المتعلقة بالأمن القومي والحرب على العراق.
يعرّف مشروع القرن الأمريكي الجديد «الحرب العالمية» لتشمل الصراعات المتعددة الجنسيات، مثل الحرب الباردة التي يصفها بـ«الحرب العالمية الثالثة» والحرب على الإرهاب التي يطلق عليها «الحرب العالمية الرابعة».

## بيان المبادئ
كان أول عمل علني لـلمنظمة هو إصدار «بيان المبادئ» في 3 يونيو 1997. كان للبيان 25 توقيع، بما في ذلك أعضاء المشروع والداعمين الخارجيين. ووصفت الولايات المتحدة بأنها «القوة البارزة في العالم»، وقالت إن الأمة تواجه تحديًا «لتشكيل قرن جديد يلائم المبادئ والمصالح الأمريكية». ولتحقيق هذا الهدف، دعا الموقعون على البيان إلى زيادات كبيرة في الإنفاق الدفاعي وتعزيز «الحرية السياسية والاقتصادية في الخارج». وقالت إنه يتعين على الولايات المتحدة تعزيز علاقاتها مع حلفائها الديمقراطيين، و «تحدي الأنظمة المعادية لمصالحنا وقيمنا»، والحفاظ على «نظام دولي صديق لأمننا وازدهارنا ومبادئنا». بدعوتها إلى سياسة «ريجانية» (نسبة إلى ريغان)، من «القوة العسكرية والوضوح الأخلاقي»، خلصت إلى أن مبادئ مشروع القرن الأمريكي الجديد كانت ضرورية «إذا كانت الولايات المتحدة تريد البناء على نجاحات القرن الماضي وضمان أمننا وعظمتنا في المستقبل.» 
في سبتمبر 2000 أصدر المشروع تقريرًا بعنوان «إعادة بناء الدفاعات الأمريكية» يعزز  «الاعتقاد بأن أمريكا يجب أن تسعى إلى الحفاظ على موقعها في القيادة العالمية وتوسيعه من خلال الحفاظ على تفوق القوات العسكرية الأمريكية». يذكر التقرير أيضًا أن «الأشكال المتقدمة من الحرب البيولوجية التي يمكن أن» تستهدف «أنماطًا وراثية معينة قد تحول الحرب البيولوجية من عالم الإرهاب إلى أداة مفيدة سياسيًا.» 

## إعادة بناء دفاعات الولايات المتحدة
كان أحد أكثر منشورات مشروع القرن الجديد تأثيرًا هو تقرير من 90 صفحة بعنوان إعادة بناء دفاعات أمريكا: الاستراتيجيات والقوى والموارد لقرن جديد. نقلاً عن بيان المبادئ الصادر عن المشروع لعام 1997، أكدت التقرير أن الولايات المتحدة يجب أن "تسعى للحفاظ على موقعها في القيادة العالمية وتوسيع نطاقه" من خلال "الحفاظ على تفوق القوات العسكرية الأمريكية". كان المؤلف الرئيسي للتقرير توماس دونيلي التي بدأت تعيش كسيدة متحولة جنسياً في أكتوبر 2018، تحمل اسم جيزيل. يُنسب إلى دونالد كاجان وجاري شميت كرئيسين للمشروع. كما يسرد أسماء 27 مشاركًا آخرين ساهموا في أوراق أو حضروا اجتماعات تتعلق بإنتاج التقرير، وتولى ستة منهم فيما بعد مناصب دفاعية وسياسة خارجية رئيسية في إدارة الرئيس بوش. وأشارت إلى أن العقد السابق كان وقت سلام واستقرار، وقد وفر "الإطار الجيوسياسي لنمو اقتصادي واسع النطاق" و "انتشار المبادئ الأمريكية للحرية والديمقراطية". وحذر التقرير من أنه "لا يمكن تجميد أي لحظة في السياسة الدولية في الوقت المناسب؛ حتى السلام الأمريكي العالمي لن يحافظ على نفسه.
وفقًا للتقرير، كانت المستويات الحالية للإنفاق الدفاعي غير كافية، مما أجبر صانعي السياسة على «محاولة إدارة المخاطر الكبيرة المتزايدة بشكل غير فعال». واقترحت أن النتيجة كانت عبارة عن شكل «دفع مقابل احتياجات اليوم عن طريق اختزال احتياجات الغد، والانسحاب من مهام الشرطة للاحتفاظ بالقوة للحروب واسعة النطاق، و» الاختيار «بين الوجود في أوروبا أو الوجود في آسيا، وما إلى ذلك.» وأكد التقرير أن كل هذه كانت «اختيارات سيئة» و «اقتصادات زائفة» لم تفعل الكثير لتعزيز المصالح الأمريكية طويلة المدى. وجادل التقرير بأن «التكلفة الحقيقية لعدم تلبية متطلباتنا الدفاعية ستكون قدرة أقل للقيادة الأمريكية العالمية، وفي نهاية المطاف، خسارة نظام أمني عالمي صديق بشكل فريد للمبادئ الأمريكية والازدهار».
أوصت التقرير بإنشاء أربع مهام أساسية للقوات العسكرية الأمريكية: الدفاع عن "الوطن الأمريكي"، والقتال والنصر في "حروب مسرح رئيسية متعددة ومتزامنة"، وأداء واجبات "شرطية" مرتبطة بتشكيل البيئة الأمنية. "في المناطق الرئيسية، وتحول القوات الأمريكية" لاستغلال "الثورة في الشؤون العسكرية". وتضمنت توصياتها المحددة الحفاظ على التفوق النووي للولايات المتحدة، وزيادة القوة العاملة النشطة للجيش من 1.4 إلى 1.6 مليون شخص. وإعادة انتشار القوات الأمريكية في جنوب شرق آسيا وجنوب شرق اوروبا، والتحديث "الانتقائي" للقوات الأمريكية. دعا التقرير أيضا إلى إلغاء برامج "حاجز الطرق" مثل برنامج جوينت سترايك فايتر (الذي قال إنه سيمتص مبالغ "باهظة" من تمويل البنتاغون مع توفير مكاسب محدودة)، لكنه فضل تطوير "دفاعات صاروخية عالمية" والسيطرة على "الفضاء والفضاء الإلكتروني"، بما في ذلك إنشاء خدمة عسكرية جديدة بمهمة "التحكم في الفضاء". للمساعدة في تحقيق هذه الأهداف، دعت "إعادة بناء الدفاعات الأمريكية" إلى زيادة تدريجية في الإنفاق العسكري والدفاعي "إلى مستوى أدنى من 3.5 إلى 3.8 بالمائة من الناتج المحلي الإجمالي، وإضافة 15 مليار دولار إلى 20 مليار دولار إلى إجمالي الإنفاق الدفاعي سنويًا.

## نهاية المنظمة
بحلول نهاية عام 2006، تم «تحويل مشروع القرن الأمريكي الجديد إلى صندوق بريد صوتي وموقع ويب شبحي يوجد فيه موظف واحد. تُرك لإنهاء الأمور» وفقًا لمراسل في بي بي سي نيوز. باول رينولدز، حيث قال المدير التنفيذي السابق لـ PNAC غاري شميت (إن مشروع القرن الأمريكي الجديد لم يقصد أبدًا «الاستمرار إلى الأبد»)، و «قام بالفعل بعمله»، مشيرًا إلى أن «وجهة نظرنا قد تم تبنيها». . في عام 2009 روبرت كاجان وأنشأ ويليام كريستول مؤسسة فكرية جديدة، مبادرة السياسة الخارجية، والتي وصفها الباحثان ستيفن إم والت ودون أبيلسون بأنها خليفة لمشروع القرن الأمريكي الجديد. من 5 أيلول (سبتمبر) 2018 حتى 13 كانون الثاني (يناير) 2019، عادت صفحة PNAC الرئيسية إلى الإنترنت دون أي تفسير إضافي.

## الموقعون على بيان المبادئ
- إليوت أبرامز، مستشار الأمن القومي (2005-2009) [5]
- غاري باور
- وليام جيه بينيت
- جون إليس «جيب» بوش، حاكم فلوريدا (1999-2007)
- ديك تشيني، نائب رئيس الولايات المتحدة (2001-2009)
- إليوت أ. كوهين، مستشار وزارة الخارجية (2007-2009)
- ميدج ديكتير
- بولا دوبريانسكي، وكيلة وزارة الخارجية للديمقراطية والشؤون العالمية (2001-2009).
- ستيف فوربس
- آرون فريدبرج
- فرانسيس فوكوياما
- فرانك جافني
- فريد سي إيكل
- دونالد كاجان
- زلماي خليل زاد، سفير في أفغانستان (2003-2005)، سفير لدى العراق (2005-2007)، سفير لدى الأمم المتحدة (2007-2009).
- لويس «سكوتر» ليبي، رئيس الأركان إلى نائب الرئيس (2001-2005)
- نورمان بودوريتز
- ج. دانفورث كويل
- بيتر دبليو رودمان
- ستيفن بي روزين
- هنري س. روين
- دونالد رامسفيلد، وزير الدفاع (2001-2006).
- فين ويبر
- جورج ويجل
- بول وولفويتز، نائب وزير الدفاع (2001-2005)

## وصلات خارجية
- الموقع الرسمي
- طروحات برنارد لويس ومشروع القرن الجديد ضد إستراتيجية روزفلت-أيزنهاور - د. عماد فوزي الشعيبي مركز الكاشف للمتابعة والدراسات الاستراتيجية
- مشروع القرن الأمريكي الجديد قاعدة بيانات الأسماء المرموقة